# Feria nationale de San Marcos

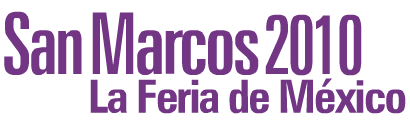

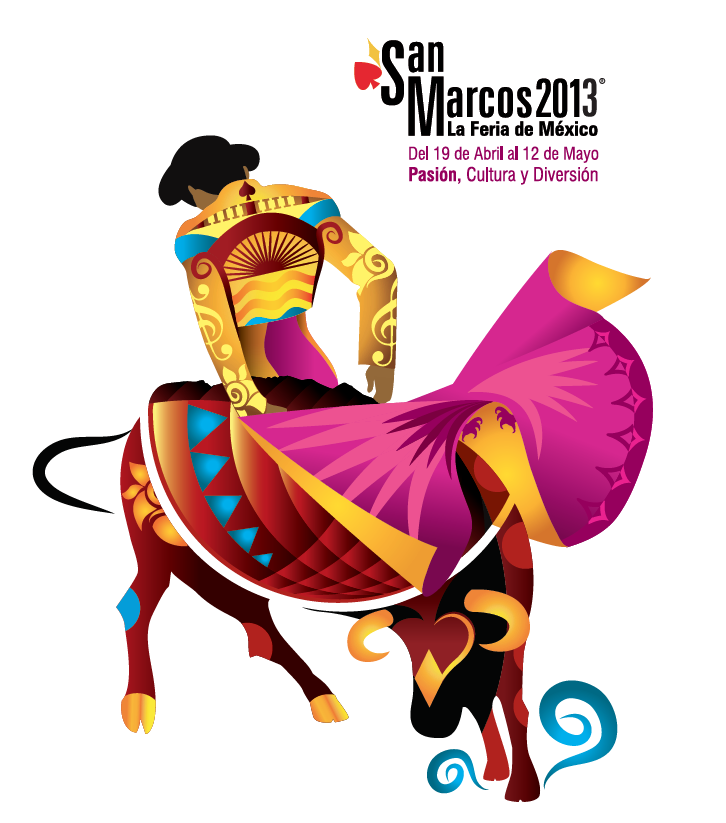

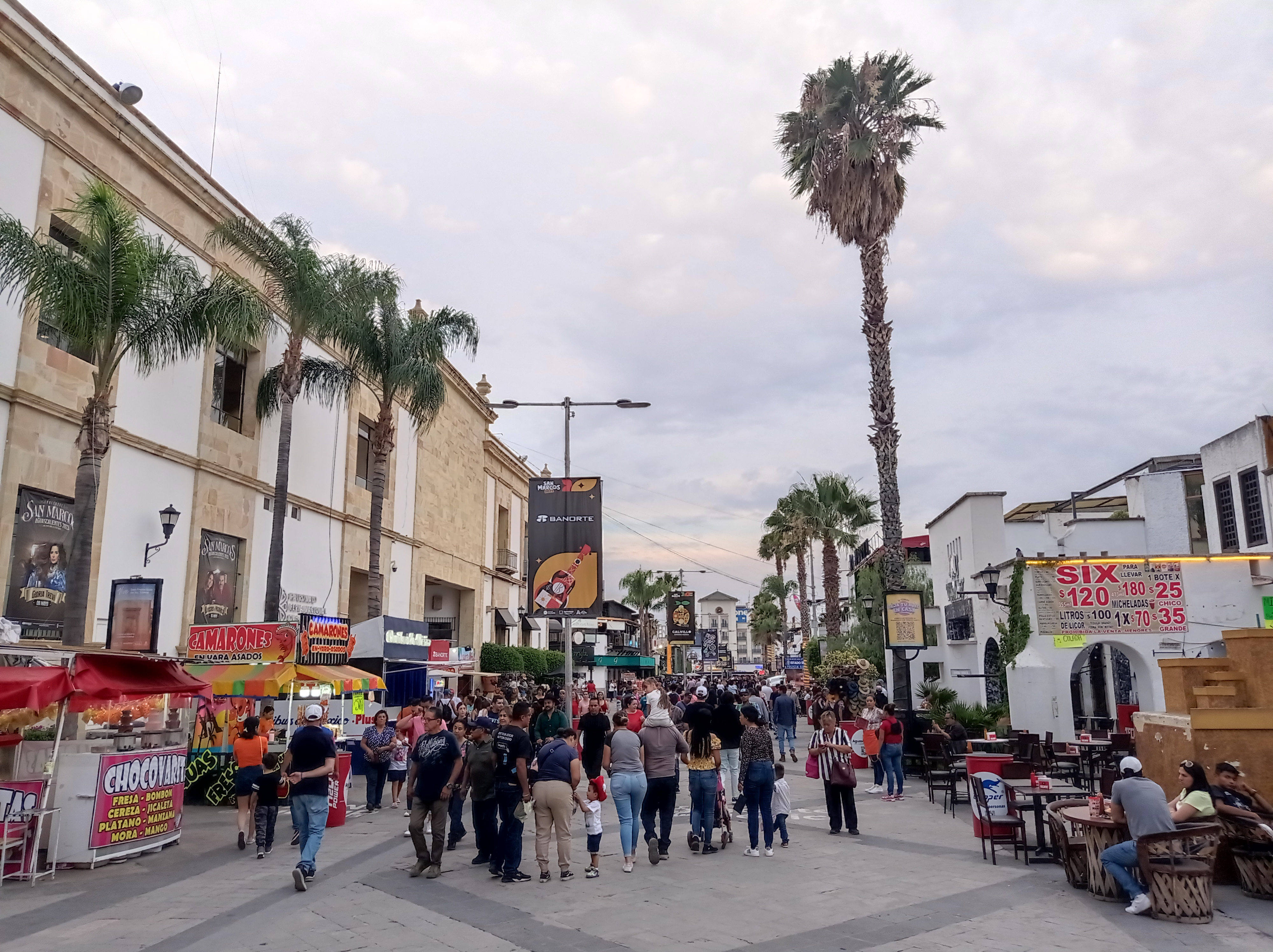

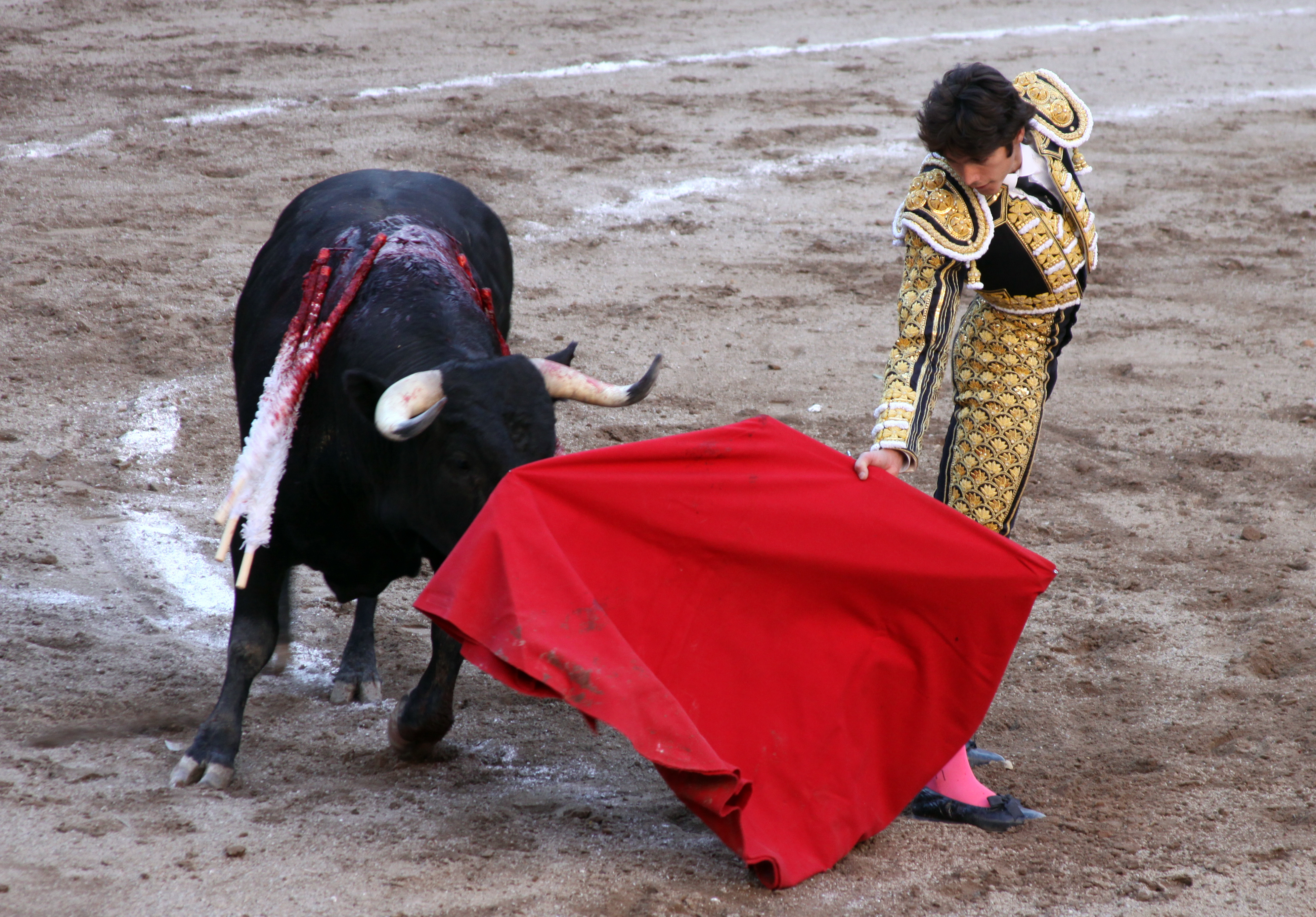
Sébastien Castella à la feria nationale de San Marcos en 2010

La Feria nationale de San Marcos  est une fête nationale mexicaine qui a lieu à Aguascalientes, État de Mexique chaque année à partir de la mi-avril. Elle dure généralement trois semaines. C'est la plus ancienne et la plus importante feria du Mexique.
Elle est née en 1604. C'est d'abord une fête religieuse, fête patronale de Saint-Marc. Mais aussi une foire commerciale et une suite ininterrompue de corridas, chaque jour, dans l'arène monumentale reconstruite en 1974, et qui peut contenir entre plus de 15 000 spectateurs, se déroulent des novilladas, des corridas et des corridas de rejón.
Les corridas sont très réputées, elles attirent aussi bien les toreros européens que les toreros yankees. Sur l'entrée nord des arènes, on peut voir la statue de Armillita, le torero star du Mexique.